# Cal Nap
Cal Nap és una obra de Sant Boi de Llobregat (Baix Llobregat) protegida com a Bé Cultural d'Interès Local.

## Descripció
Masia de planta baixa, pis orientada a migdia amb coberta plana. Presenta un afegitó a la part de llevant. Cal remarcar les llindes, brancals i escopidors de pedra sorrenca de Montjuïc a les finestres del primer pis, i el balcó amb llindes i brancals del mateix material. A l'interior del vestíbul hi ha dos murals ceràmics. A la façana trobem un rellotge de sol.
Es manté l'embigat de fusta i el paviment de toves.